# Himna Ruske federacije
Himna Ruske federacije (rusko Гимн Российской Федерации) je državna himna Rusije. Uglasbil jo je Aleksander Vasiljevič Aleksandrov, ubesedil pa Sergej Vladimirovič Mihalkov. Kot himno so jo sprejeli leta 2001 in je zamenjala prejšnjo himno, Domoljubno pesem, in se izvaja na enako melodijo kot himna nekdanje Sovjetske zveze.

## Besedilo
| Rusko | Prečrkovanje | Slovensko |
| Россия – священная наша держава, Россия – любимая наша страна. Могучая воля, великая слава – Твоё достоянье на все времена! Припев: 𝄆 Славься, Отечество наше свободное, Братских народов союз вековой, Предками данная мудрость народная! Славься, страна! Мы гордимся тобой! 𝄇 От южных морей до полярного края Раскинулись наши леса и поля. Одна ты на свете! Одна ты такая – Хранимая Богом родная земля! Припев Широкий простор для мечты и для жизни Грядущие нам открывают года. Нам силу даёт наша верность Отчизне. Так было, так есть и так будет всегда! Припев | Rossija – svjaščennaja naša deržava, Rossija – ljubimaja naša strana. Mogučaja volja, velikaja slava – Tvojo dostojanje na vse vremena! Pripev: 𝄆 Slavjsja, Otečestvo naše svobodnoje, Bratskih narodov sojuz vekovoj, Predkami dannaja mudrostj narodnaja! Slavjsja, strana! My gordimsja toboj! 𝄇 Ot južnyh morej do poljarnovo kraja Raskinulisj naši lesa i polja. Odna ty na svete! Odna ty takaja – Hranimaja Bogom rodnaja zemlja! Pripev Širokij prostor dlja mečty i dlja žizni Grjaduščije nam otkryvajut goda. Nam silu dajot naša vernostj Otčizne. Tak bylo, tak jestj i tak budet vsegda! Pripev | Rusija – naša sveta država! Rusija – naša ljubljena dežela. Močna volja, velika slava sta tvoje dobro za vse čase. Pripev: 𝄆 Proslavi se, naša svobodna očetnjava – večna zveza bratskih narodov! od prednikov dana modrost narodna. Proslavi se, država, ponosni smo nate! 𝄇 Od južnih morij do polarnega kraja se raztezajo naši gozdovi in polja. Edinstvena si na svetu, edinstvena si takšna, varovana od Boga, zemlja domača. Pripev Ogromno prostora za sanje in življenje se odpira pred nami v časih, ki prihajajo. Vernost domovini nam daje moč – tako je bilo, je in vedno bo! Pripev Proslavi se, naša svobodna očetnjava – večna zveza bratskih narodov! od prednikov dana modrost narodna. Proslavi se, država, ponosni smo nate! Pripev |